# Козулино (Омская область)
Козулино — деревня в Крутинском районе Омской области, в составе Пановского сельского поселения.

## История
В 1928 г. деревня Казулина состояла из 112 хозяйств, основное население — русские. Центр Казулинского сельсовета Крутинского района Омского округа Сибирского края.

## Население
| 2010 |
| ---- |
| 32   |